# Jan VI van Nassau-Dillenburg

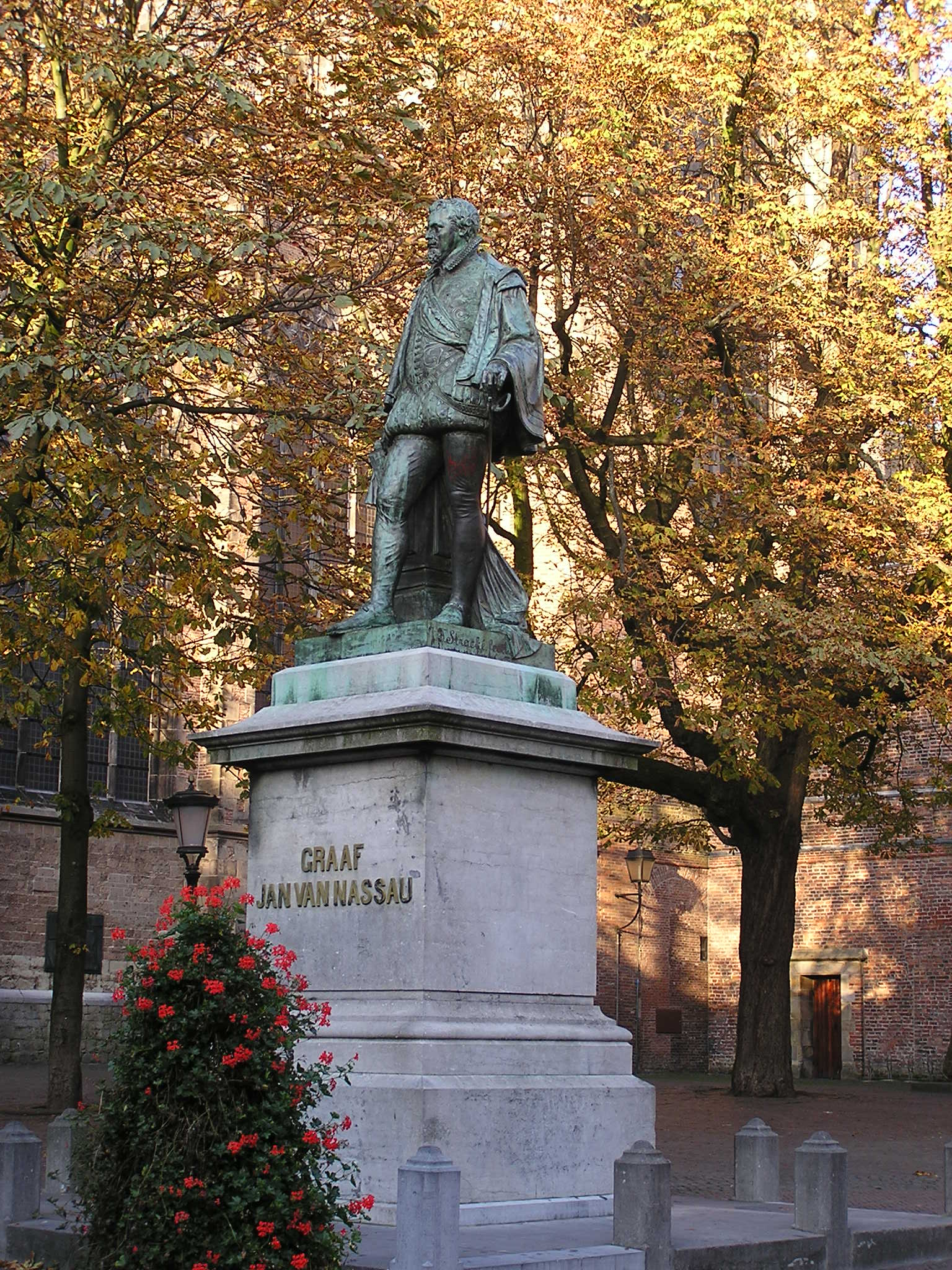
Standbeeld van Jan van Nassau op het Domplein in Utrecht

Jan (of Johan) VI de Oude (Dillenburg, 22 november 1536 - Slot Dillenburg, 8 oktober 1606) was de tweede zoon van Willem de Rijke en Juliana van Stolberg. Hij was een jongere broer van Willem van Oranje. In de geschiedschrijving wordt hij vaak kortweg Jan van Nassau genoemd.
Jan van Nassau erfde in 1559 als oudste broer na Willem van Oranje de Nassause goederen van het geslacht Nassau in Duitsland, omdat zijn broer Willem (van Oranje) de nalatenschap van zijn neef René van Chalon geërfd had, namelijk het prinsdom Orange in Frankrijk en de bezittingen in de Nederlanden. Jan was evenals zijn andere broers Luthers opgevoed, maar ging in 1572, een jaar eerder dan zijn broer Willem, over tot het calvinisme. In 1577 was hij in de Nederlanden en fungeerde hij korte tijd als stadhouder van Gelre. In 1579 vervulde hij een belangrijke rol bij de totstandkoming van de Unie van Utrecht. Een jaar later echter verliet hij de Nederlanden omdat hij zich niet kon vinden in de Fransgezinde politiek van zijn broer Willem. Hij keerde terug naar Slot Dillenburg.
Jan van Nassau kan worden gezien als de stamvader van het thans in Nederland regerende vorstenhuis. De afstamming verloopt via zijn zoon Ernst Casimir. Van de vijf zonen van Juliana van Stolberg en Willem de Rijke is hij de enige zoon die een natuurlijke dood is gestorven. Jan VI van Nassau-Dillenburg is begraven in de grafkelder in de Evangelische Stadskerk in Dillenburg.
Jan was graaf van Nassau-Dillenburg en verkreeg in 1569 de titel van graaf van Siegen, Hadamar en Diez. In 1561 volgde de titel graaf van Beilstein. Hij heeft verschillende belangrijke functies vervuld. Hij miste echter wel de tact en de diplomatieke gaven van zijn broers Willem en Lodewijk.
Na zijn overlijden werd, krachtens zijn testament, Nassau verdeeld over zijn vijf dan nog levende zonen. Nassau viel uiteen in de graafschappen Nassau-Dillenburg (Willem Lodewijk), Nassau-Siegen (Jan), Nassau-Beilstein (George), Nassau-Dietz (Ernst-Casimir) en Nassau-Hadamar (Johan Lodewijk).

## Titels
Graaf van Nassau-Dillenburg, van Nassau-Katzenelnbogen, van Nassau-Diez, van Nassau-Siegen, van Nassau-Hadamar, van Nassau-Beilstein.

## Huwelijken en kinderen
Jan van Nassau trouwde driemaal.

### Eerste huwelijk
Jan huwde eerst Dillenburg, 6 of 16 juni 1559 met Elisabeth van Leuchtenberg (maart 1537 - Dillenburg, 6 juli 1579). Uit dit huwelijk de volgende kinderen:
1. Willem Lodewijk (Siegen, 13 maart 1560 - Leeuwarden, 31 mei 1620Jul.). Stadhouder van Friesland (1584-1620), Groningen (1595-1620) en Drenthe (1596-1620). Volgde zijn vader op als graaf van Nassau-Dillenburg. Trouwde Franeker, 25 november 1587 met Anna van Nassau (Breda, 5 november 1563 - Franeker, 13 juni 1588Jul.).
2. Jan VII "de Middelste" (Slot Siegen, 7 juni 1561 - aldaar, 27 september 1623). Volgde zijn vader op als graaf van Nassau-Siegen. Huwde Slot Dillenburg, 9 december 1581 met Magdalena van Waldeck-Wildungen (1558 - Slot Idstein, 9 september 1599). Hertrouwde Slot Rotenburg, 27 augustus 1603 met Margaretha van Sleeswijk-Holstein-Sonderburg (Sonderburg, 24 februari 1583 - Siegen, 10/20 april 1658).
3. George "de Oude" (Dillenburg, 1 september 1562 - Dillenburg, 9 augustus 1623). Volgde zijn vader op als graaf van Nassau-Beilstein. Huwde Slot Neuweilnau, 22 september 1584Jul. met Anna Amalia van Nassau-Saarbrücken (Neuweilnau, 22 november 1565 - Dillenburg, 7 maart 1605). Hertrouwde Dillenburg, 5 oktober 1605 met Amalia van Sayn-Wittgenstein (Berleburg, 3 oktober 1585Jul. - Dillenburg, 28 maart 1633).
4. Elisabeth (Dillenburg, 24 januari 1564 - Frankfurt, 5 mei 1611). Zij trouwde Neuweilnau, 3 oktober 1583 met Filips III van Nassau-Saarbrücken (Weilburg, 14 april 1542 - Saarbrücken, 12 maart 1602). Zij hertrouwde 7 mei 1603 met Wolfgang Ernst I van Isenburg-Budingen (Birstein, 29 december 1560 - Birstein, 21 mei 1633). Hij was een zoon van Filips II van Isenburg-Büdingen-Birstein (1526-1596) en Irmgard von Solms-Braunfels (1536-1577).
5. Juliana (Dillenburg, 6 oktober 1565 - 4 oktober 1630). Trouwde 24 april 1588 met Adolf Hendrik van Salm (1557 - 20 februari 1606). Hertrouwde 8 februari 1619 met Johan Albrecht I van Solms-Braunfels (5 maart 1563 - Den Haag, 14 mei 1625).
6. Filips (Dillenburg, 1 december 1566 - Rijnberk, 3 september 1595). Gouverneur van Gorinchem, Woudrichem en Loevestein 1586-1591 en van Nijmegen sinds 1591.
7. Maria (Dillenburg, 12 november 1568 - Detmold, 30 april 1632Jul.[1]). Huwde Idstein, 2 december 1588Jul. met Johan Lodewijk I van Nassau-Idstein (1567 - Idstein, 20 juni 1596).
8. Anna Sibylla (Dillenburg, 29 september 1569 - Dillenburg, 19 december 1576).
9. Mathilde (27 december 1570 - 10 mei 1625). Trouwde 24 juni 1592  met Willem V, graaf van Mansfeld-Arnstein (1555 - 21 oktober 1615).
10. doodgeboren zoon (Dillenburg, na 25 juli 1572).[2]
11. Ernst Casimir (Dillenburg, 22 december 1573 - Roermond, 2 juni 1632). Volgde zijn vader op als graaf van Nassau-Dietz. Stadhouder van Friesland (1620-1632), Groningen en Drenthe (1625-1632). Trouwde Gröningen bij Halberstadt, 8 juni 1607 met Sophia Hedwig van Brunswijk-Wolfenbüttel (Wolfenbüttel, 20 februari of 13 juni 1592 - Arnhem, 23 januari 1642). Via hem loopt de erfopvolging rechtstreeks tot aan koning Willem-Alexander der Nederlanden.
12. doodgeboren kind ? (Dillenburg, 1574).[3]
13. Lodewijk Gunther (Dillenburg, 15 februari 1575 - bij Sluis, 12 september 1604).
14. doodgeboren zoon (Dillenburg, 5 juli 1579).

### Tweede huwelijk
Jan huwde daarna Dillenburg, 13 september 1580 met Cunegonda Jacoba van de Palts (Simmern, 9 oktober 1556 - Dillenburg, 26 januari 1586). Uit dit huwelijk de volgende kinderen:
1. doodgeboren zoon (Dillenburg, 19 juli 1581).
2. Amalia (27 juli 1582 - 31 oktober 1635). Huwde Dillenburg, 23 augustus 1600 met Willem I van Solms-Greifenstein (18 april 1570 - Greifenstein, 3 februari 1635).
3. Cunegonda (Dillenburg, 12 juli 1583 - Dillenburg, 4 april 1584).
4. doodgeboren zoon (Dillenburg, 23 februari 1585).

### Derde huwelijk
Jan huwde tot slot Slot Berleburg, 14 juni 1586 met Johannetta van Sayn-Wittgenstein (Berleburg, 15 februari 1561 - Hadamar, 13 april 1622). Uit dit huwelijk de volgende kinderen:
1. George Lodewijk (Dillenburg, 12 april 1588 - Dillenburg, 16 april 1588).
2. Johan Lodewijk (Dillenburg, 7 augustus 1590 - Hadamar, 10 maart 1653). Volgde zijn vader op als graaf van Nassau-Hadamar. Huwde Detmold, 26 augustus 1617 met Ursula van Lippe (15 februari 1598Jul. - 27 juli 1638Greg.).
3. Johannetta Elisabeth (Dillenburg, 13 februari 1593 - Huis Limburg, 13 september 1654). Huwde Beilstein, 16 december 1616 met Koenraad Gumprecht van Bentheim-Steinfurt (10 maart 1585 - 10 maart 1618).
4. Anna (24 november 1594 - 11 februari 1660). Huwde 19 juni 1619 met Filips Ernst van Isenburg-Birstein (27 januari 1595 - 16 augustus 1635).
5. Magdalena (13 november 1595 - 31 juli 1633). Huwde 29 mei 1624 met George Albrecht I van Erbach (16 december 1597 - 25 november 1647).
6. Anna Amalia (19 juli 1599 - 14 mei 1667). Huwde 24 oktober 1648 met Willem Otto van Isenburg-Birstein (17 november 1597 - 17 juli 1667).
7. Juliana (Dillenburg, 9 juni 1602 - Dillenburg, 26 augustus 1602).

## Kwartierstaat
| Jan IV van Nassau (1410-1475) | Jan IV van Nassau (1410-1475) | Jan IV van Nassau (1410-1475) | Jan IV van Nassau (1410-1475) | Jan IV van Nassau (1410-1475)           | Jan IV van Nassau (1410-1475)           | Maria van Loon-Heinsberg (1424-1502)    | Maria van Loon-Heinsberg (1424-1502)    | Maria van Loon-Heinsberg (1424-1502)     | Maria van Loon-Heinsberg (1424-1502)     | Maria van Loon-Heinsberg (1424-1502)       | Maria van Loon-Heinsberg (1424-1502)       |                                            |                                            | Hendrik III van Hessen (1440-1483)         | Hendrik III van Hessen (1440-1483)         | Hendrik III van Hessen (1440-1483)       | Hendrik III van Hessen (1440-1483)       | Hendrik III van Hessen (1440-1483)       | Hendrik III van Hessen (1440-1483)       | Anna van Katzenelnbogen (1443-1494)      | Anna van Katzenelnbogen (1443-1494)      | Anna van Katzenelnbogen (1443-1494) | Anna van Katzenelnbogen (1443-1494) | Anna van Katzenelnbogen (1443-1494) | Anna van Katzenelnbogen (1443-1494) |                              |                              | Hendrik van Stolberg (1436-1511) | Hendrik van Stolberg (1436-1511) | Hendrik van Stolberg (1436-1511) | Hendrik van Stolberg (1436-1511) | Hendrik van Stolberg (1436-1511)               | Hendrik van Stolberg (1436-1511)               | Mathilde van Mansfeld (1440-1468)              | Mathilde van Mansfeld (1440-1468)              | Mathilde van Mansfeld (1440-1468)              | Mathilde van Mansfeld (1440-1468)              | Mathilde van Mansfeld (1440-1468)            | Mathilde van Mansfeld (1440-1468)            |                                              |                                              | Filips van Eppstein-Königstein († rond 1481) | Filips van Eppstein-Königstein († rond 1481) | Filips van Eppstein-Königstein († rond 1481) | Filips van Eppstein-Königstein († rond 1481) | Filips van Eppstein-Königstein († rond 1481) | Filips van Eppstein-Königstein († rond 1481) | Louise de la Mark (1450-1524)            | Louise de la Mark (1450-1524)            | Louise de la Mark (1450-1524) | Louise de la Mark (1450-1524) | Louise de la Mark (1450-1524) | Louise de la Mark (1450-1524) |  |  |  |  |  |  |  |  |  |  |  |  |  |  |  |  |  |  |  |  |  |  |  |  |  |  |  |  |  |  |  |  |  |  |  |  |  |  |  |  |  |  |  |  |  |  |  |  |
| Jan IV van Nassau (1410-1475) | Jan IV van Nassau (1410-1475) | Jan IV van Nassau (1410-1475) | Jan IV van Nassau (1410-1475) | Jan IV van Nassau (1410-1475)           | Jan IV van Nassau (1410-1475)           | Maria van Loon-Heinsberg (1424-1502)    | Maria van Loon-Heinsberg (1424-1502)    | Maria van Loon-Heinsberg (1424-1502)     | Maria van Loon-Heinsberg (1424-1502)     | Maria van Loon-Heinsberg (1424-1502)       | Maria van Loon-Heinsberg (1424-1502)       |                                            |                                            | Hendrik III van Hessen (1440-1483)         | Hendrik III van Hessen (1440-1483)         | Hendrik III van Hessen (1440-1483)       | Hendrik III van Hessen (1440-1483)       | Hendrik III van Hessen (1440-1483)       | Hendrik III van Hessen (1440-1483)       | Anna van Katzenelnbogen (1443-1494)      | Anna van Katzenelnbogen (1443-1494)      | Anna van Katzenelnbogen (1443-1494) | Anna van Katzenelnbogen (1443-1494) | Anna van Katzenelnbogen (1443-1494) | Anna van Katzenelnbogen (1443-1494) |                              |                              | Hendrik van Stolberg (1436-1511) | Hendrik van Stolberg (1436-1511) | Hendrik van Stolberg (1436-1511) | Hendrik van Stolberg (1436-1511) | Hendrik van Stolberg (1436-1511)               | Hendrik van Stolberg (1436-1511)               | Mathilde van Mansfeld (1440-1468)              | Mathilde van Mansfeld (1440-1468)              | Mathilde van Mansfeld (1440-1468)              | Mathilde van Mansfeld (1440-1468)              | Mathilde van Mansfeld (1440-1468)            | Mathilde van Mansfeld (1440-1468)            |                                              |                                              | Filips van Eppstein-Königstein († rond 1481) | Filips van Eppstein-Königstein († rond 1481) | Filips van Eppstein-Königstein († rond 1481) | Filips van Eppstein-Königstein († rond 1481) | Filips van Eppstein-Königstein († rond 1481) | Filips van Eppstein-Königstein († rond 1481) | Louise de la Mark (1450-1524)            | Louise de la Mark (1450-1524)            | Louise de la Mark (1450-1524) | Louise de la Mark (1450-1524) | Louise de la Mark (1450-1524) | Louise de la Mark (1450-1524) |  |  |  |  |  |  |  |  |  |  |  |  |  |  |  |  |  |  |  |  |  |  |  |  |  |  |  |  |  |  |  |  |  |  |  |  |  |  |  |  |  |  |  |  |  |  |  |  |
|                               |                               |                               |                               |                                         |                                         |                                         |                                         |                                          |                                          |                                            |                                            |                                            |                                            |                                            |                                            |                                          |                                          |                                          |                                          |                                          |                                          |                                     |                                     |                                     |                                     |                              |                              |                                  |                                  |                                  |                                  |                                                |                                                |                                                |                                                |                                                |                                                |                                              |                                              |                                              |                                              |                                              |                                              |                                              |                                              |                                              |                                              |                                          |                                          |                               |                               |                               |                               |  |  |  |  |  |  |  |  |  |  |  |  |  |  |  |  |  |  |  |  |  |  |  |  |  |  |  |  |  |  |  |  |  |  |  |  |  |  |  |  |  |  |  |  |  |  |  |  |
|                               |                               |                               |                               | Jan V van Nassau-Dillenburg (1455-1516) | Jan V van Nassau-Dillenburg (1455-1516) | Jan V van Nassau-Dillenburg (1455-1516) | Jan V van Nassau-Dillenburg (1455-1516) | Jan V van Nassau-Dillenburg (1455-1516)  | Jan V van Nassau-Dillenburg (1455-1516)  |                                            |                                            |                                            |                                            |                                            |                                            | Elisabeth van Hessen-Marburg (1466–1523) | Elisabeth van Hessen-Marburg (1466–1523) | Elisabeth van Hessen-Marburg (1466–1523) | Elisabeth van Hessen-Marburg (1466–1523) | Elisabeth van Hessen-Marburg (1466–1523) | Elisabeth van Hessen-Marburg (1466–1523) |                                     |                                     |                                     |                                     |                              |                              |                                  |                                  |                                  |                                  | Botho III van Stolberg-Wernigerode (1467-1538) | Botho III van Stolberg-Wernigerode (1467-1538) | Botho III van Stolberg-Wernigerode (1467-1538) | Botho III van Stolberg-Wernigerode (1467-1538) | Botho III van Stolberg-Wernigerode (1467-1538) | Botho III van Stolberg-Wernigerode (1467-1538) |                                              |                                              |                                              |                                              |                                              |                                              | Anna van Eppstein-Königstein (1481-1538)     | Anna van Eppstein-Königstein (1481-1538)     | Anna van Eppstein-Königstein (1481-1538)     | Anna van Eppstein-Königstein (1481-1538)     | Anna van Eppstein-Königstein (1481-1538) | Anna van Eppstein-Königstein (1481-1538) |                               |                               |                               |                               |  |  |  |  |  |  |  |  |  |  |  |  |  |  |  |  |  |  |  |  |  |  |  |  |  |  |  |  |  |  |  |  |  |  |  |  |  |  |  |  |  |  |  |  |  |  |  |  |
|                               |                               |                               |                               | Jan V van Nassau-Dillenburg (1455-1516) | Jan V van Nassau-Dillenburg (1455-1516) | Jan V van Nassau-Dillenburg (1455-1516) | Jan V van Nassau-Dillenburg (1455-1516) | Jan V van Nassau-Dillenburg (1455-1516)  | Jan V van Nassau-Dillenburg (1455-1516)  |                                            |                                            |                                            |                                            |                                            |                                            | Elisabeth van Hessen-Marburg (1466–1523) | Elisabeth van Hessen-Marburg (1466–1523) | Elisabeth van Hessen-Marburg (1466–1523) | Elisabeth van Hessen-Marburg (1466–1523) | Elisabeth van Hessen-Marburg (1466–1523) | Elisabeth van Hessen-Marburg (1466–1523) |                                     |                                     |                                     |                                     |                              |                              |                                  |                                  |                                  |                                  | Botho III van Stolberg-Wernigerode (1467-1538) | Botho III van Stolberg-Wernigerode (1467-1538) | Botho III van Stolberg-Wernigerode (1467-1538) | Botho III van Stolberg-Wernigerode (1467-1538) | Botho III van Stolberg-Wernigerode (1467-1538) | Botho III van Stolberg-Wernigerode (1467-1538) |                                              |                                              |                                              |                                              |                                              |                                              | Anna van Eppstein-Königstein (1481-1538)     | Anna van Eppstein-Königstein (1481-1538)     | Anna van Eppstein-Königstein (1481-1538)     | Anna van Eppstein-Königstein (1481-1538)     | Anna van Eppstein-Königstein (1481-1538) | Anna van Eppstein-Königstein (1481-1538) |                               |                               |                               |                               |  |  |  |  |  |  |  |  |  |  |  |  |  |  |  |  |  |  |  |  |  |  |  |  |  |  |  |  |  |  |  |  |  |  |  |  |  |  |  |  |  |  |  |  |  |  |  |  |
|                               |                               |                               |                               |                                         |                                         |                                         |                                         |                                          |                                          | Willem I van Nassau-Dillenburg (1487–1559) | Willem I van Nassau-Dillenburg (1487–1559) | Willem I van Nassau-Dillenburg (1487–1559) | Willem I van Nassau-Dillenburg (1487–1559) | Willem I van Nassau-Dillenburg (1487–1559) | Willem I van Nassau-Dillenburg (1487–1559) |                                          |                                          |                                          |                                          |                                          |                                          |                                     |                                     |                                     |                                     |                              |                              |                                  |                                  |                                  |                                  |                                                |                                                |                                                |                                                |                                                |                                                | Juliana van Stolberg-Wernigerode (1506-1580) | Juliana van Stolberg-Wernigerode (1506-1580) | Juliana van Stolberg-Wernigerode (1506-1580) | Juliana van Stolberg-Wernigerode (1506-1580) | Juliana van Stolberg-Wernigerode (1506-1580) | Juliana van Stolberg-Wernigerode (1506-1580) |                                              |                                              |                                              |                                              |                                          |                                          |                               |                               |                               |                               |  |  |  |  |  |  |  |  |  |  |  |  |  |  |  |  |  |  |  |  |  |  |  |  |  |  |  |  |  |  |  |  |  |  |  |  |  |  |  |  |  |  |  |  |  |  |  |  |
|                               |                               |                               |                               |                                         |                                         |                                         |                                         |                                          |                                          | Willem I van Nassau-Dillenburg (1487–1559) | Willem I van Nassau-Dillenburg (1487–1559) | Willem I van Nassau-Dillenburg (1487–1559) | Willem I van Nassau-Dillenburg (1487–1559) | Willem I van Nassau-Dillenburg (1487–1559) | Willem I van Nassau-Dillenburg (1487–1559) |                                          |                                          |                                          |                                          |                                          |                                          |                                     |                                     |                                     |                                     |                              |                              |                                  |                                  |                                  |                                  |                                                |                                                |                                                |                                                |                                                |                                                | Juliana van Stolberg-Wernigerode (1506-1580) | Juliana van Stolberg-Wernigerode (1506-1580) | Juliana van Stolberg-Wernigerode (1506-1580) | Juliana van Stolberg-Wernigerode (1506-1580) | Juliana van Stolberg-Wernigerode (1506-1580) | Juliana van Stolberg-Wernigerode (1506-1580) |                                              |                                              |                                              |                                              |                                          |                                          |                               |                               |                               |                               |  |  |  |  |  |  |  |  |  |  |  |  |  |  |  |  |  |  |  |  |  |  |  |  |  |  |  |  |  |  |  |  |  |  |  |  |  |  |  |  |  |  |  |  |  |  |  |  |
|                               |                               |                               |                               |                                         |                                         |                                         |                                         |                                          |                                          |                                            |                                            |                                            |                                            |                                            |                                            |                                          |                                          |                                          |                                          |                                          |                                          |                                     |                                     |                                     |                                     |                              |                              |                                  |                                  |                                  |                                  |                                                |                                                |                                                |                                                |                                                |                                                |                                              |                                              |                                              |                                              |                                              |                                              |                                              |                                              |                                              |                                              |                                          |                                          |                               |                               |                               |                               |  |  |  |  |  |  |  |  |  |  |  |  |  |  |  |  |  |  |  |  |  |  |  |  |  |  |  |  |  |  |  |  |  |  |  |  |  |  |  |  |  |  |  |  |  |  |  |  |
|                               |                               |                               |                               |                                         |                                         |                                         |                                         |                                          |                                          |                                            |                                            |                                            |                                            |                                            |                                            |                                          |                                          |                                          |                                          |                                          |                                          |                                     |                                     |                                     |                                     |                              |                              |                                  |                                  |                                  |                                  |                                                |                                                |                                                |                                                |                                                |                                                |                                              |                                              |                                              |                                              |                                              |                                              |                                              |                                              |                                              |                                              |                                          |                                          |                               |                               |                               |                               |  |  |  |  |  |  |  |  |  |  |  |  |  |  |  |  |  |  |  |  |  |  |  |  |  |  |  |  |  |  |  |  |  |  |  |  |  |  |  |  |  |  |  |  |  |  |  |  |
| Willem van Oranje (1533–1584) | Willem van Oranje (1533–1584) | Willem van Oranje (1533–1584) | Willem van Oranje (1533–1584) | Willem van Oranje (1533–1584)           | Willem van Oranje (1533–1584)           |                                         |                                         | Jan VI van Nassau-Dillenburg (1536–1606) | Jan VI van Nassau-Dillenburg (1536–1606) | Jan VI van Nassau-Dillenburg (1536–1606)   | Jan VI van Nassau-Dillenburg (1536–1606)   | Jan VI van Nassau-Dillenburg (1536–1606)   | Jan VI van Nassau-Dillenburg (1536–1606)   |                                            |                                            | Lodewijk van Nassau (1538-1574)          | Lodewijk van Nassau (1538-1574)          | Lodewijk van Nassau (1538-1574)          | Lodewijk van Nassau (1538-1574)          | Lodewijk van Nassau (1538-1574)          | Lodewijk van Nassau (1538-1574)          |                                     |                                     | Adolf van Nassau (1540-1568)        | Adolf van Nassau (1540-1568)        | Adolf van Nassau (1540-1568) | Adolf van Nassau (1540-1568) | Adolf van Nassau (1540-1568)     | Adolf van Nassau (1540-1568)     |                                  |                                  | Elisabeth van Nassau (1542-1603)               | Elisabeth van Nassau (1542-1603)               | Elisabeth van Nassau (1542-1603)               | Elisabeth van Nassau (1542-1603)               | Elisabeth van Nassau (1542-1603)               | Elisabeth van Nassau (1542-1603)               |                                              |                                              | Hendrik van Nassau (1550-1574)               | Hendrik van Nassau (1550-1574)               | Hendrik van Nassau (1550-1574)               | Hendrik van Nassau (1550-1574)               | Hendrik van Nassau (1550-1574)               | Hendrik van Nassau (1550-1574)               |                                              |                                              | ... + 6 zusters                          | ... + 6 zusters                          | ... + 6 zusters               | ... + 6 zusters               | ... + 6 zusters               | ... + 6 zusters               |  |  |  |  |  |  |  |  |  |  |  |  |  |  |  |  |  |  |  |  |  |  |  |  |  |  |  |  |  |  |  |  |  |  |  |  |  |  |  |  |  |  |  |  |  |  |  |  |

- Biografisch Portaal: 02584467
- Gemeinsame Normdatei: 119521296
- International Standard Name Identifier: 0000 0001 1612 556X
- Library of Congress Control Number: n86037549
- Nederlandse Thesaurus van Auteursnamen: 070159386
- Virtual International Authority File: 28548571
- WorldCat: E39PBJvRTTpPYGJPtH7hQCgYfq